# زره چهارآینه

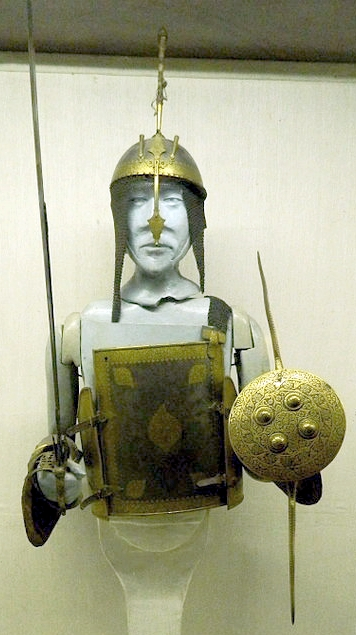
کلاهخود و زره چهارآینه هندی، موزه ممتاز مهدی، دهلی نو، هند

زره چهارآینه (روسی: зерцало، zertsalo، به معنی آینه؛ چینی: 护心镜، hùxīnjìng، به معنی آینه محافظ قلب)، که گاهی اوقات به عنوان زره دیسکی یا چهارآینه یا چهارآیینه (قزاقی: шар-айна، şar-ayna) نامیده می‌شود، نوعی زره بالاتنه بود که عمدتاً در آسیا، خاورمیانه و اروپای شرقی از جمله هند، ایران، تبت، روسیه و امپراتوری عثمانی استفاده می‌شد. چهار آینه بازتابی از نحوه ظاهر این قطعات است که شبیه چهار (گاهی بیشتر) دیسک فلزی یا صفحات زره مستطیلی شکل است. زره آینه‌ای در برخی فرهنگ‌ها تا قرن بیستم مورد استفاده قرار می‌گرفت.

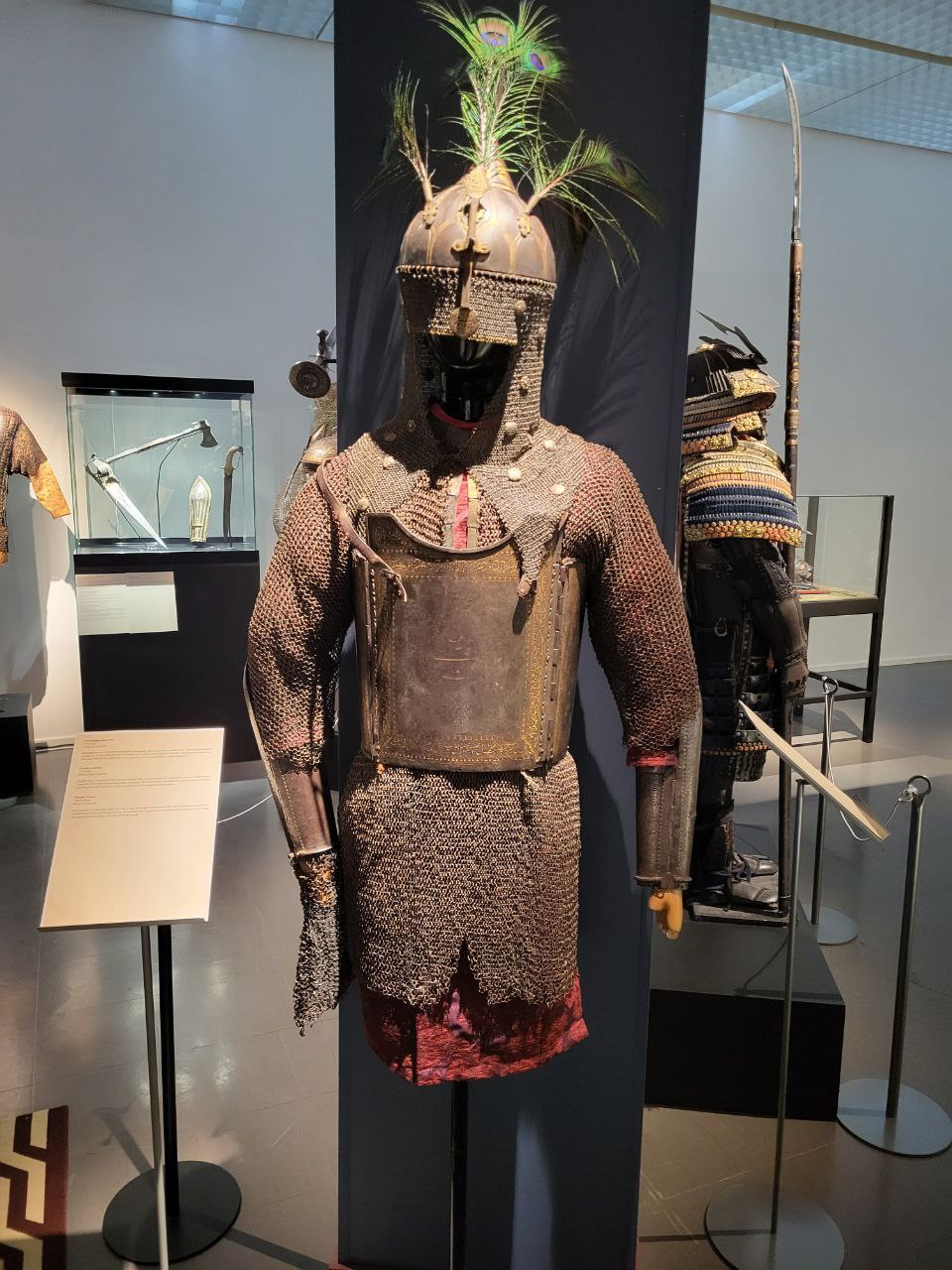
زره و کلاه‌خود ایرانی چهارآینه در موزه اوستروبوتنیا، واسا، فنلاند

در ایران، زره چهارآیینه از قرن شانزدهم میلادی رواج یافت و به‌ویژه در دوره‌های صفوی، افشاری و قاجار به اوج ظرافت و کاربری خود رسید. ساختار اصلی آن از چهار قطعه فلزی مستطیلی یا مربعی تشکیل شده بود که دو قطعه برای پوشش سینه و پشت و دو قطعه کوچک‌تر برای محافظت پهلوها به‌کار می‌رفت. صفحات به‌وسیله لولا یا تسمه‌های چرمی به یکدیگر متصل می‌شدند. این زره نه تنها کارکرد دفاعی داشت، بلکه جلوه‌ای از هنر فلزکاری ایرانی نیز بود. قطعات چهارآیینه با خطوط نسخ یا نستعلیق، آیات قرآن، ادعیه، و نقوش اسلیمی، زرکوب یا نقره‌کوب می‌شدند. نمونه‌های باشکوهی از این زره در تبریز، اصفهان، شیراز، یزد و هرات تولید شده و تطابق تزئینات آن‌ها با کلاه‌خودهای هم‌دوره نشان از هماهنگی هنری در سلاح‌سازی ایرانی دارد. برخی پژوهشگران منشأ اختراع چهارآیینه را ایرانیان می‌دانند، چرا که قدیمی‌ترین نمونه‌های شناخته‌شده به ایران بازمی‌گردد.